# Venezuela nos Jogos Olímpicos de Verão de 1952

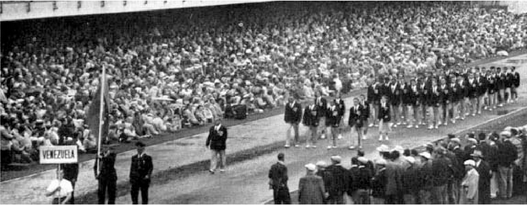
Abertura venezuelana março 1952 Jogos Olímpicos de Helsinque

A Venezuela competiu nos Jogos Olímpicos de Verão de 1952, realizados em Helsinque, Finlândia.